# Controlo de fusões
O termo controlo de fusões faz referência ao processo de revisão de fusões e adquisições sob leis antitrust ou de regulação da competência. Mais de 60 nações em todo o mundo têm um regime de controlo de fusões.
Os regimes de controlo de fusões são adoptados para previr consequências de concentrações (como também se conhecem as fusões e as adquisições) que sejam nocivas para a competência. Em consonância, a maioria dos regimes de controlo de fusões estabelece algum dos seguintes testes:
A concentração
- prejudica substancialmente a competência? (US, UK)

- empece significativamente a competência efectiva? (EU)

- leva à criação ou ao afortalamento duma posição dominante? (Alemanha, Suíza)

Na prática a maioria dos regimes de controlo de fusões está baseada em princípios subjacentes muito similares. Dito de maneira simples, a criação duma posição dominante normalmente resultaria num dano substancial de, ou um empecimento significativo à, competência efectiva.
Por uma parte é indiscutível que uma concentração leva a uma redução da produção e resulta em preços mais elevados e por tanto numa perda de bem-estar para os consumidores, mas por outra parte a autoridade antitrust enfrenta-se ao desafio de aplicar diversas teorias económicas e regras num procedimento legalmente vinculante.
Os regimes modernos de controlo de fusões som de tipo ex-ante, ou seja, a autoridade antitrust tem o cometido de predizer as possíveis consequências negativas para a competência que possa ter uma concentração.

## Regimes obrigatórios e voluntários
Um regime de controlo de fusões é considerado "obrigatório" quando se impede às partes fecharem uma transacção até terem recebido autorização para a fusão. Pode-se fazer assim mesmo uma distinção entre barreiras "locais" e "globais" sobre o fechamento ou a implementação dum acordo comercial; alguns regimes obrigatórios estabelecem que a transacção não pode ser implementada no quadro na jurisdicção particular (barreira local ao fechamento) e outros estabelecem que a trasacção não pode ser fechada/implementada em nenhures no mundo antes da autorização para a fusão (barreira global no ao fechamento). África do Sul tem um control de fusões que impõe uma barreira global no fechamento.
Um regime de controlo de fusões é considerado "voluntário" quando não se impede às partes fecharem a trasacção e a implementarem antes de terem solicitado e recebido a autorização. Nestas circunstâncias as partes da fusão assumem efectivamente um risco esperando que a autoridade de regulamento da competência não requererá a anulação do acordo se se demonstra que a transacção provavelmente terá um efeito anti-competência. O Reino Unido tem um regime de controlo de fusões voluntário, ainda que deveria notar-se que a Office of Fair Trading pode requerer das partes da fusão que já foi completada que mantenham a separação entre os dois negócios enquanto não se realizar uma investigação.
Os regimes obrigatórios são mais efectivos previndo as concentrações anti-competência já que é quase impossível desfazer uma fusão uma vez já foi implemetnada (por exemplo porque alguns empregados sejam despedidos, activos sejam vendidos ou informações sejam trocadas).